# Melis Stoke

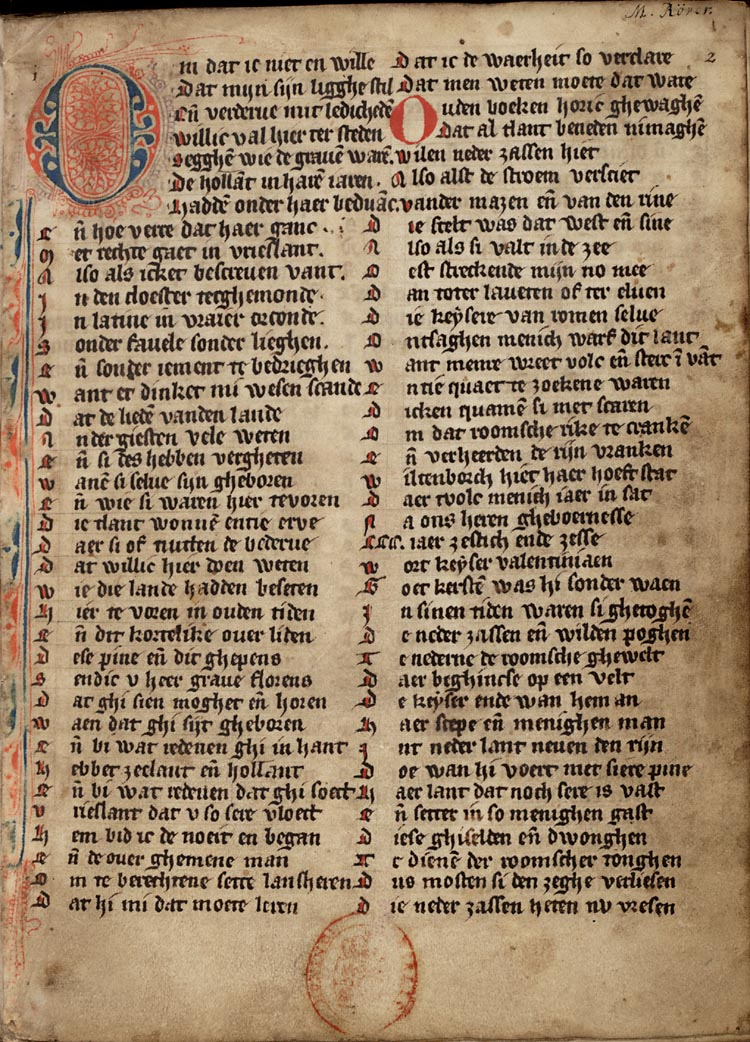
Eerste bladzijde van een veertiende-eeuws handschrift van de Rijmkroniek

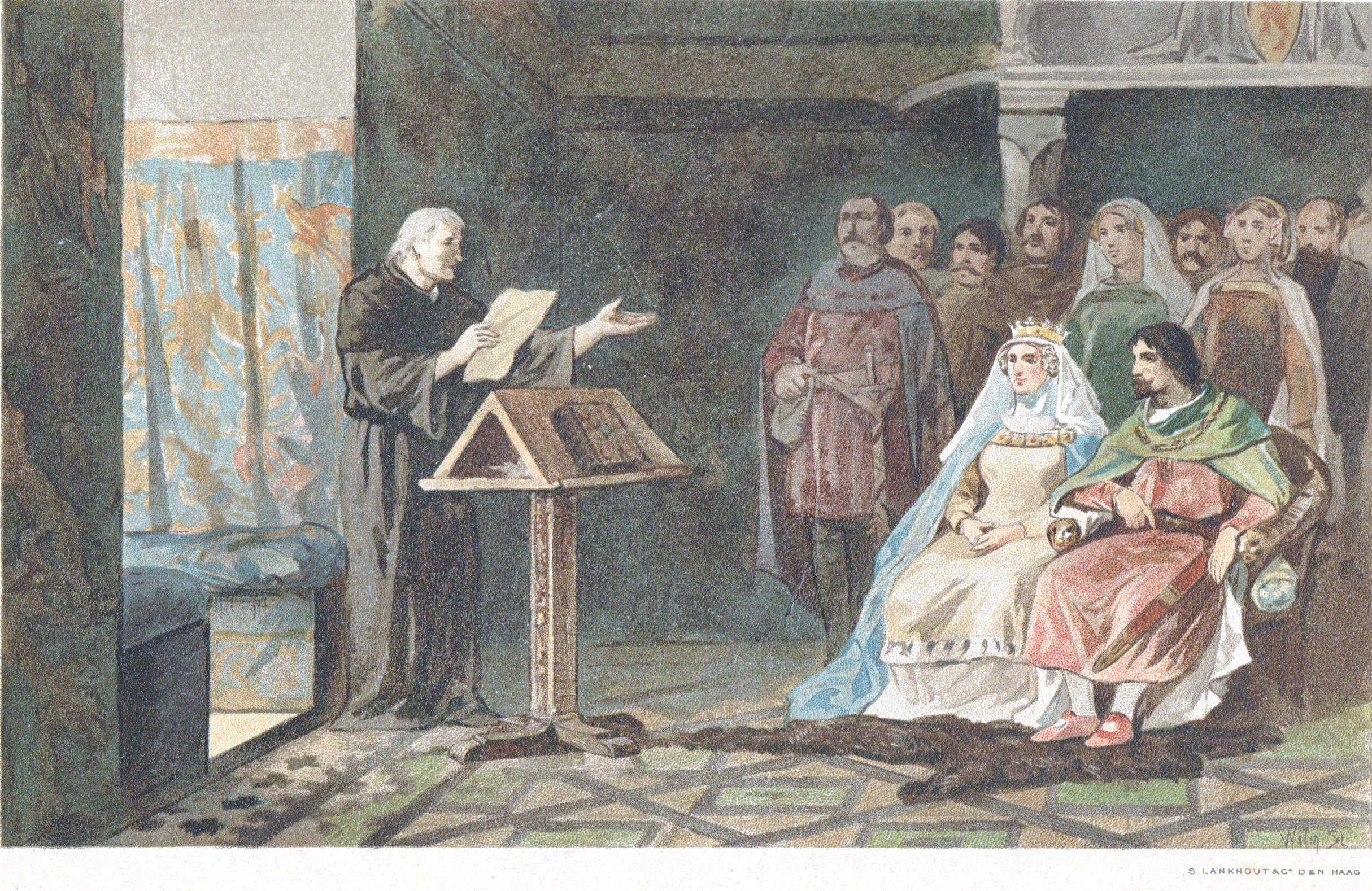
Negentiende-eeuwse weergave van Melis Stoke aan het hof van Jan II van Avesnes, graaf van Holland en Zeeland

Melis Stoke (Zeeland (?), ca. 1235 - na mei, ca. 1305) was een Nederlands schrijver uit de 13e eeuw.
Melis Stoke was ook een pseudoniem van de Nederlandse journalist Herman Salomonson (1892-1942).

## Biografie
Stoke werd vermoedelijk in Zeeland geboren, in 1235. Hij is rond 1305 gestorven. Hij schreef vanaf 1290 in het Middelnederlands een kroniek op rijm over het graafschap Holland. Een van zijn werken, een van de eerste boeken in het Nederlands, heet Rijmkroniek. Daarin staat het verhaal over de moord op Floris V. Stoke baseerde zich op geschreven bronnen, getuigenverklaringen en eigen waarnemingen.
Onder hedendaagse historici staat hij echter niet bekend om zijn historische betrouwbaarheid.
Stoke was een klerk in dienst van Floris V. Mogelijk was hij een monnik, omdat de lees- en schrijfkunst destijds hoofdzakelijk in kloosters werd onderwezen. Het is bekend dat hij enige tijd in dienst was van de stad Dordrecht.

## Vernoeming
In een aantal plaatsen in Nederland en België zijn straten naar Melis Stoke vernoemd, zoals de Melis Stokelaan in Den Haag en Alkmaar en de Melis Stokestraat in Utrecht en Tilburg.